# Inter Primo A/S
Inter Primo A/S er en dansk plastkoncern med hovedsæde i det centrale København, Danmark med 14 produktionsfaciliteter i otte lande og et salgskontor i Norge. Inter Primo A/S er ejet af Primo Holding A/S.
Inter Primo fremstiller ekstruderede plastprofiler til en række industrier, herunder medico, offshore, bygning, transport, HVAC og belysning.
Inter Primo har 894 ansatte og forhandler plastprodukter globalt. Koncernen er i dag et resultat af mere end 20 fusioner og opkøb siden Inter Primo blev grundlagt i 1959 i Tistrup, i Vestjylland, Danmark.
Primo Holding A/S ejes af tre holdingselskaber, D. Grunnet Holding A / S, F. Grunnet Holding A/S og M. Grunnet Holding A/S, som hver især er ejet af bestyrelsesformand Fleming Grunnet og hans to døtre.

## Historie

### 1959
Primo blev etableret i Tistrup Danmark af iværksætter Chresten Jensen. Virksomhedens plastprofiler blev solgt til isenkræmmere og tømmerhandler.

### 1977
Primo overtager de to virksomheder Ureflex og Krone Plast, der begge er beliggende i Danmark.

### 1984
Primo køber svenske Kontraplast AB, der har specialiseret sig i plast ekstrudering, og etablerer Primo Sweden AB. I de følgende år overtager Primo den svenske plastfabrikant Sondex og det finske OY WH Profil AB - et datterselskab til KWH Group - og etablerer således OY Primo Finland AB.

### 1986
Inter Primo A/S grundlægges. Primo UK etableres det følgende år i Manchester, England.

### 1990
Etablering i Tyskland: Primo køber to tyske plastprofilproducenter og etablerer Primo Profile GmbH i Tyskland.

### 1995
OY Primo Finland køber en konkurrerende virksomhed og bliver Finlands dominerende plastprofilproducent i de kommende år. Samme år lukker Primo UK.

### 1996
Primo Sweden køber Smålandslisten AB, der producerer ekstruderede silikonelister. Primo bygger en fabrik i Zory, Polen. Det polske datterselskab Primo Profile Sp. Zoo er etableret og overtager plastprofilproduktionen fra Spyra-Primo.

### 1997
Primo opkøber Vefi Profiler AS i Norge.

### 2000
Inter Primo A/S etablerer hovedkvarter i Vestergade i København, Danmark. Primo Danmark køber plastafdelingen for vinduer af Rationel Vinduer A/S.

### 2004
Etablering i Kina: Primo Profile GmbH åbner en fabrik i Berlin, Tyskland, og etablerer et samarbejde med den tyske plastvirksomhed Profilex, og køber en 25 pct. af Profilex i Zhuhai, Kina. Året før købte Primo det danske plastekstruderingsselskab OTV Plast A/S.

### 2005
Primo Finland begynder produktion i Skt. Petersborg, Rusland. Den svenske produktion er samlee på en ny fabrik i Limmared i Västra Götaland.

### 2019
Etablering i Holland: Primo køber Essentra Extrusion i Buitenpost, Holland, for 16,2 millioner euro i juni 2020 og etablerer sig dermed i Holland under navnet Enitor Primo. Koncernen fejrer samme år sit 60-års jubilæum.